# Michael Detlefsen
Michael Detlefsen, né le 20 octobre 1948 à Scottsbluff et mort en le 21 octobre 2019 à Chicago était un philosophe américain. Il a d'abord été Associate Professor à l'Université du Minnesota à Duluth (1975-1983), puis Associate Professor à l'Université de Notre-Dame-du-Lac (1984-1989), avant d'être nommé professeur sur la chaire McMahon-Hank à cette même université.
Le séminaire Intersem, une coopération entre la Notre Dame University et le laboratoire SPHere de l'Université Paris-Diderot, qu'il avait participé à créer, lui a rendu hommage en 2021.

## Domaines de recherche
Ses centres d’intérêt de recherche en histoire et philosophie des mathématiques portaient en particulier sur le programme de Hilbert, et les conceptions formalistes en philosophie des mathématiques. Il étudia aussi la signification philosophique des théorèmes d'incomplétude de Gödel, notamment pendant sa thèse de doctorat, et le constructivisme.